# The Go! Team

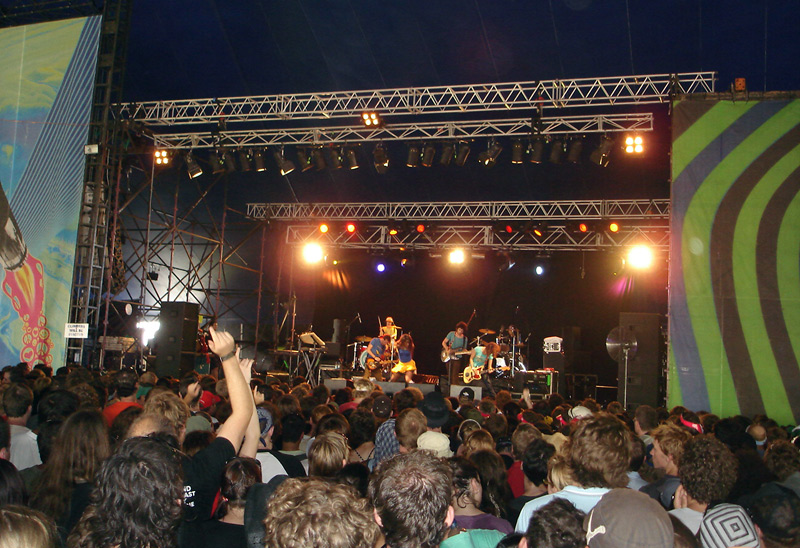
The Go! Team op Big Day Out in Melbourne

The Go! Team is een Engelse zesmansformatie afkomstig uit Brighton, bestaande uit onder andere twee drummers. De band mixt hiphop met een door Sonic Youth geïnspireerd gitaargeluid.
The Go! Team werd rond 2000 opgericht door Ian Parton. In 2004 voegde Sam Dook zich bij de band. Hij speelde daarvoor kort in de band I'm Being Good.
In 2010 bracht de band een single uit met Satomi Matsuzaki van Deerhoof, getiteld 'Secretary Song'.

## Leden
- Ian Parton - elektrische gitaar, harmonica, en drums
- Sam Dook - elektrische gitaar, banjo, en drums
- Chi "Ky" Fukami Taylor - drums, zang
- Kaori Tsuchida - zang, elektrische gitaar, Keyboard, en melodica
- Jamie Bell - basgitaar
- Ninja - rapper/vocalist

## Discografie

### Albums
- Semicircle (2018)
- Thunder, Lightning, Strike (2004) #48 UK
- Proof of Youth (2007) #21 UK, #142 US, #1 UK Indie
- The Scene Between (2015)

### Singles
- "Junior Kickstart" 7", 12" en cd-single (2003)
- "The Power Is On" 12" single (2004)
- "Ladyflash" 7" en cd-single (2004) #68 UK
- "Bottle Rocket" 7" en cd-single (2005) #64 UK
- "Ladyflash" (re-issue) 7" en cd-single (2006) #26 UK
- "Grip Like a Vice" single (2007) #57 UK
- "Doing It Right" Single (2007) #55 UK, #3 UK Indie
- "The Wrath of Marcie" single (19 Nov 2007)

### Ep's
- "Get It Together" 7" ep (2000)
- Are You Ready for More? (Australian Tour ep) (2005)
- Audio Assault Course (College Radio Sessions) (2006)
- Step and Repeat (8 Track ep) (2006)